# Viola wailenalenae
Viola wailenalenae är en violväxtart som först beskrevs av Joseph Rock, och fick sitt nu gällande namn av Carl Skottsberg. Viola wailenalenae ingår i släktet violer, och familjen violväxter. Inga underarter finns listade i Catalogue of Life.